# Spaniacris deserticola
Spaniacris deserticola là một loài côn trùng thuộc họ Acrididae tiếng Anh thường gọi là Coachella Valley grasshopper. Loài này có ở một vài địa điểm ở khu vực sa mạc miền nam California và qua biên giới Sonora, México. 